# PirateBrowser
PirateBrowser — це інтернет-браузер від The Pirate Bay, який використовується для обходу інтернет-цензури.

## PirateBrowser
PirateBrowser було випущено 10 серпня 2013 року на десяту річницю The Pirate Bay. Це набір Firefox Portable 23, аддона FoxyProxy для Firefox і клієнта Vidalia Tor з деякими конфігураціями проксі для прискорення завантаження сторінки. Згідно з даними TorrentFreak, за перші три дні його було завантажено понад 100 000 разів, 1 000 000 разів до жовтня 2013 року, 2 500 000 разів до 6 січня 2014 року та 5 000 000 разів до 16 травня 2014 року
«Це не забезпечує анонімності, і приховувати вашу особу небезпечно. PirateBrowser призначений лише для обходу цензури та блокування веб-сайтів. Якби ми зробили браузер повністю анонімним, це лише сповільнило б перегляд»
piratebrowser.com було призупинено приблизно 7 грудня 2015 р. було випущено PirateBrowser0.6b і PirateBrowser1.0b

Браузер обходить блокування сайтів у таких країнах, як, згідно з вебсайтом Pirate Bay, Бельгія, Данія, Фінляндія, Іран, Ірландія, Італія, Нідерланди, Північна Корея та Великобританія. Це дозволяє користувачам отримувати доступ до деяких вебсайтів, які іншим чином заблоковані постачальниками послуг Інтернету (ISP) у цих країнах, як правило, забороною уряду або загрозою судового позову.
«Мета полягає в тому, щоб створити клієнт, схожий на браузер, щоб обійти цензуру, включаючи блокування доменів, конфіскацію доменів, IP-блокування. Це буде досягнуто шляхом спільного використання всіх проіндексованих даних сайту як P2P-пакетів для завантаження, які потім переглядаються/відображаються локально»

## Браузер Pirate Tor від Team-LiL
Pirate Tor Browser від Team-LiL згадує подібні функції.